# اینگرید روبیو
اینگرید روبیو (اسپانیایی: Ingrid Rubio‎؛ زادهٔ ۲ اوت ۱۹۷۵) بازیگر اهل اسپانیا است.
از فیلم‌ها یا برنامه‌های تلویزیونی که وی در آنها نقش داشته‌است می‌توان به بگذار زشت‌ها بمیرند، اگر تو بودی، فانوس دریایی، سالوادور، تایرنت لو بلانک، ارماناس، عشق نه، فقط دیوانگی، در ستایش زنان مسن و تاکسی اشاره کرد.